# Schloss Sien

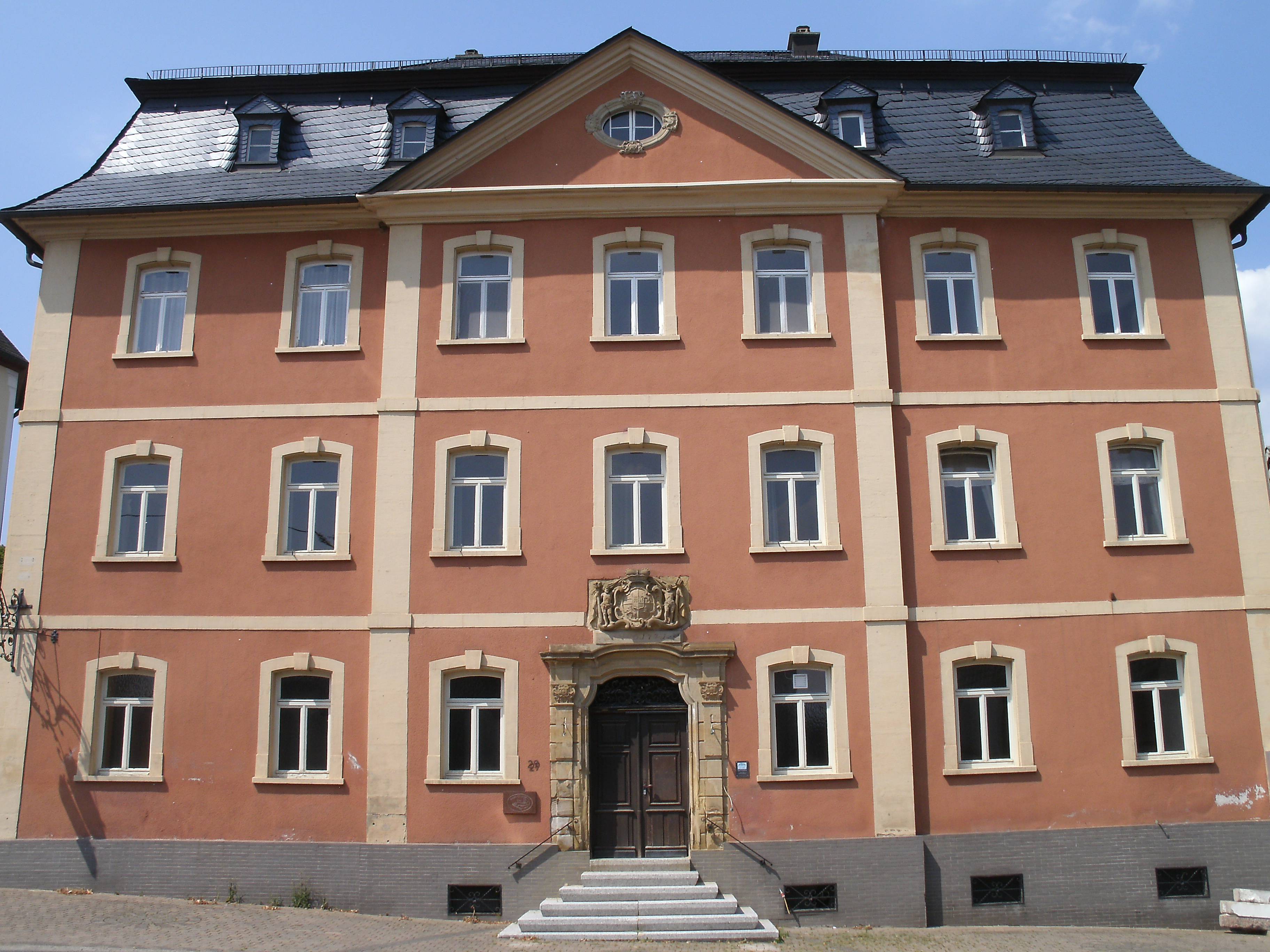
Schloss Sien

Schloss Sien ist ein 1770/71 erbautes ehemaliges Jagdschloss der Fürsten zu Salm-Kyrburg, heute im Besitz der Grafen von Luxburg.

## Geografische Lage
Das Schloss befindet sich in der Ortsmitte von Sien auf einer Höhe von 345 m ü. NN in der Fürst-Dominik-Straße 29. Unmittelbarer daneben liegt die evangelische Pfarrkirche, die ebenso wie das Schloss einige Jahre zuvor von Johann Thomas Petri im barocken Stil erbaut wurde. Sien liegt im Nordpfälzer Bergland zwischen Idar-Oberstein bzw. Kirn und Lauterecken an der Bundesstraße 270 und gehört heute zum Landkreis Birkenfeld im Bundesland Rheinland-Pfalz; Sitz der Verbandsgemeinde ist Herrstein. Die Lage von Sien auf der Wasserscheide zwischen Nahe und Glan verlieh dem Ort seine historische Bedeutung.

## Geschichte
Mit dem Tode von Ludwig Otto zu Salm 1738, bis dahin Landesherr u. a. des Oberamtes Kyrburg mit Sien, erlosch die fürstliche Linie Salm-Neufville im Mannesstamm. Zwischen den Vettern Nikolaus Leopold zu Salm-Hoogstraeten, zugleich Schwiegersohn des Verstorbenen (Begründer der Linie Salm-Salm), sowie Johann Dominik Albert zu Salm-Leuze und dessen Bruder Philipp Joseph kam es wegen der Erbschaft zum Rechtsstreit. Die Beteiligten hatten – wie der Erblasser selbst – als gemeinsamen Urururgroßvater Friedrich I. Graf zu Salm-Neufville, Wild- und Rheingraf zu Dhaun und Kyrburg, von dem die Parteien ihren Erbanspruch herleiteten.
Nach fünf Jahren – inzwischen war die Linie Salm-Hoogstraeten (1739) ebenso wie die Linie Salm-Leutze (1743) in den Fürstenstand erhoben worden – einigte man sich darauf, dass Nikolaus Leopold neben Schloss Anholt 3/8 von Kirn und das gesamte lothringische Besitztum Salm mit der Residenz Senones (Sens) in den Vogesen erhielt. Johann Dominik und sein Bruder erbten (neben weiteren kleinen Besitztümern in Flandern und im Hennegau) den Rest von Kirn und das Oberamt Kyrburg mit Sien, welches als wild- und rheingräfliche Exklave inmitten fremder Besitzungen lag und über eine eigene, dem Oberamt Kyrburg unterstellte, Bürgermeisterei verfügte. Fortan nannten sich die Brüder Johann Dominik und Philipp Joseph Fürsten von Salm-Kyrburg.
Anlässlich der Kaiserkrönung von Franz I. in Frankfurt am Main am 13. September 1745 kam Johann Dominik, der seinen festen Wohnsitz in Wien genommen hatte, das erste Mal nach Kirn, in die „Hauptstadt“ des geerbten Fürstentums. Sein Eindruck war ernüchternd. An den in Paris lebenden Bruder schrieb er: „(…) selbst wenn es ein Schloss in Kirn gäbe, möchte ich doch keine 3 Wochen im Jahr dort zubringen!“ Aus der Ferne regierten die Brüder daher ihr Fürstentum zunächst gemeinsam, was jedoch zu Streitigkeiten führte, die schließlich durch Einführung der Primogenitur beigelegt werden konnten. Da Johann Dominik kinderlos war und kein Interesse an Frauen zeigte, konnte Philipp Joseph bzw. dessen ältester Sohn Friedrich auf diese Weise dennoch das Fürstentum erben. Bis dahin erhielt Philipp Joseph eine Apanage als Abfindung.

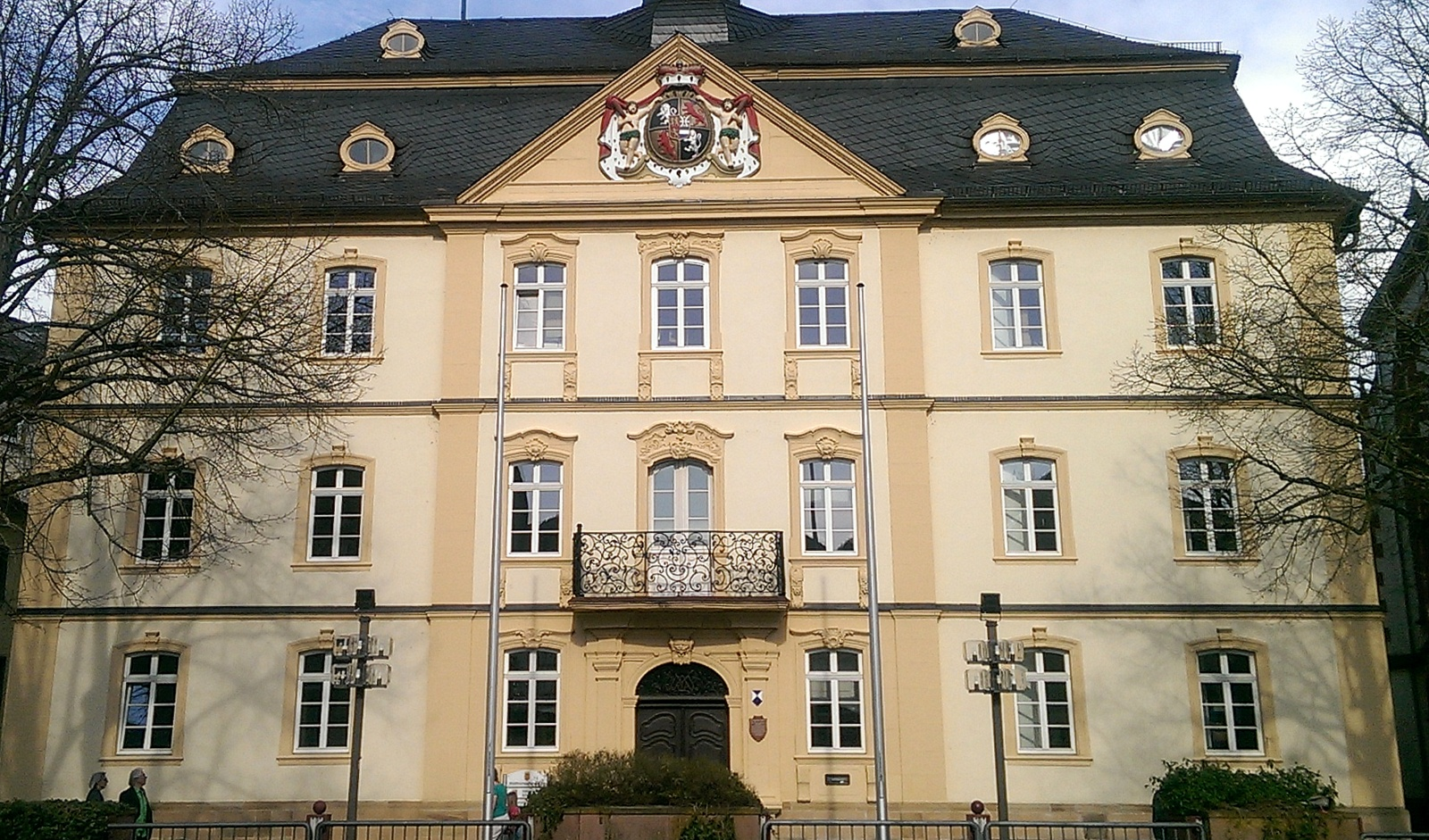
Kirn: Westfassade des Piaristenkollegs (heute Rathaus)

Als alleiniger Landesherr zog Johann Dominik 1763 nach dem verlorenen Siebenjährigen Krieg – er hatte der Reichsarmee ein militärisches Kontingent von 39 Mann stellen müssen – in sein Fürstentum. Die Ansichten über Kirn, welche er 18 Jahre zuvor dem Bruder gegenüber geäußert hatte, waren unverändert. Er verzichtete daher konsequent auf den Bau eines Schlosses in Kirn, und auch die Kyrburg, Sitz seiner Ahnen, die 30 Jahre zuvor im Polnischen Erbfolgekrieg zerstört worden war (1734), ließ er nicht mehr als Herrschaftssitz herrichten. Stattdessen fiel seine Entscheidung für den Bau eines Schlosses später auf die außerhalb von Kirn gelegene Exklave Sien, wo er sich jenseits der Amtsgeschäfte dem Jagdvergnügen widmen konnte. In Kirn nahm er zunächst nur in einem einfachen Bürgerhaus am Marktplatz Quartier („Haus Herold“). Nach Errichtung der Fürstlichen Kellerei (1769–1771) zog er dann in den rechten Seitenflügel des Verwaltungsgebäudes. Vor dessen Fertigstellung hatte er als repräsentatives Gebäude in Kirn lediglich ein Piaristenkolleg erbauen lassen, dessen 1758 fertiggestellte Westfassade später Vorbild für sein Schloss in Sien werden sollte.
Bevor Johann Dominik den Bau eines „herrschaftlichen Hauses“ ins Auge fasste, widmete er sich zunächst der wirtschaftlichen und geistigen Festigung des lange Zeit vernachlässigten Landes. Die Verbesserung der sozialen Situation der Bevölkerung, der Bau von Straßen und die Errichtung von Kirchen hatten Vorrang vor dem Bau eines Schlosses. Zudem war die Exklave Sien bei Antritt seiner Erbschaft in zwei Herrschaftsgebiete geteilt: Die eine Hälfte gehörte der von ihm geerbten Wildgräflichen Linie, die andere den Herren von Sickingen, Lehnsmänner der Wildgrafen, deren Besitz Johann Dominik im Jahre 1764 kaufte und damit das 500 Jahre währende Kondominat über Sien beendete. Nun war Johann Dominik alleiniger Herr über Sien, während er die offizielle Residenzstadt Kirn zu 3/8 mit den Anholter Neffen teilen musste. Dieser Umstand bestärkte seinen Entschluss, das geplante Schloss in Sien zu verwirklichen – und zwar als Jagdschloss, wo sich der passionierte Jäger dem Jagdvergnügen widmen konnte.

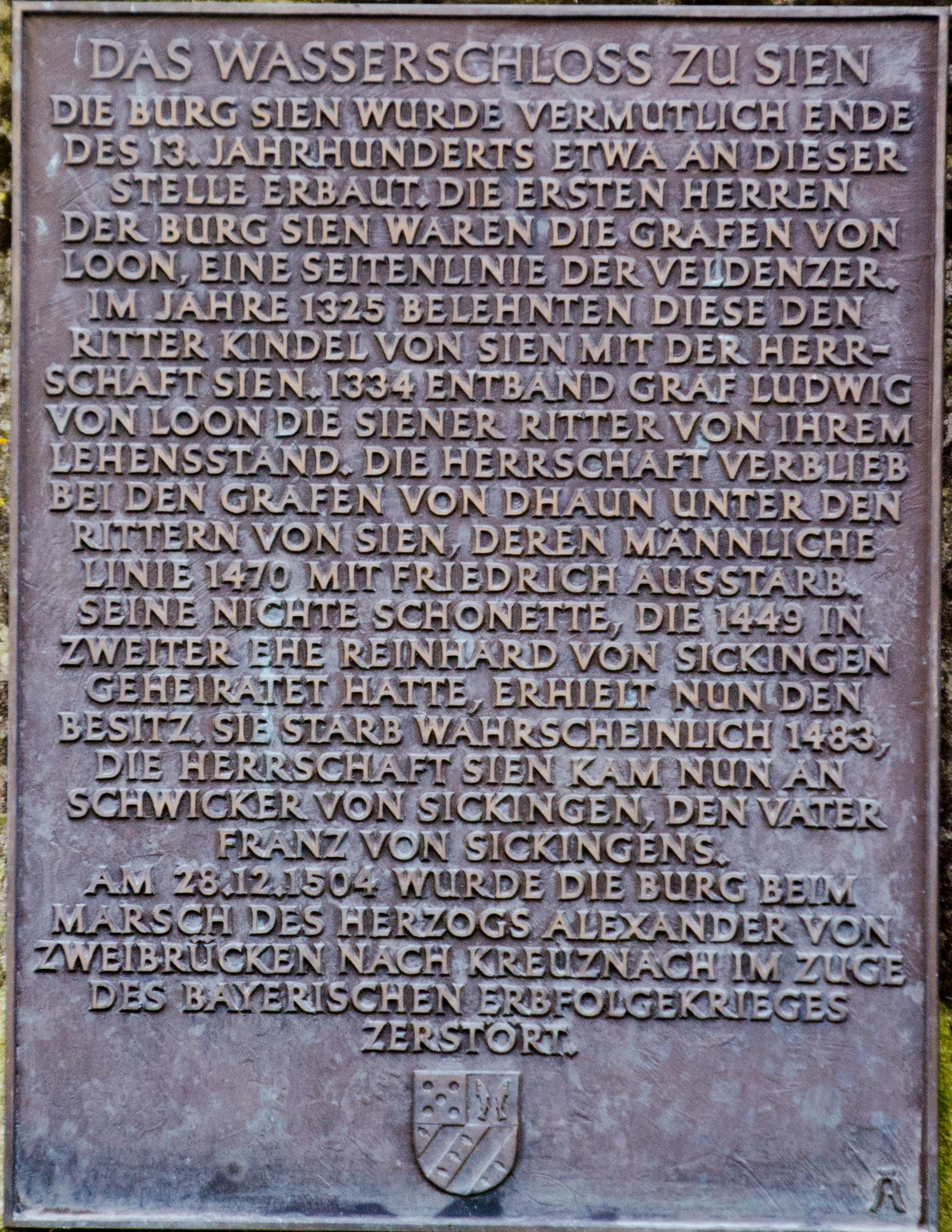
Gedenkplatte an das Alte Schloss in Sien (heute Sienerhöfe)

Doch zunächst ließ Johann Dominik auf den Fundamenten der baufällig gewordenen Kirche durch seinen Hofbaumeister Johann Thomas Petri im barocken Stil ein neues Gotteshaus mit simultaner Nutzung errichten (die heutige evangelische Kirche), da der Sickinger Teil protestantisch, der Wildgräfliche Teil katholisch war. Nach Vollendung des Kirchenbaus ging Fürst Dominik an die Planung seines Schlosses, mit dessen Durchführung er ebenfalls Johann Thomas Petri beauftragte. Als Standort wählte Johann Dominik allerdings nicht die auf ehemals Sickinger Gebiet liegende, 1504 im Bayrisch-Pfälzischen Erbfolgekrieg zerstörte Wasserburg – heute im Ortsteil Sienerhöfe gelegen. –, sondern das auf Ur-Wildgräflichem Areal befindliche Grundstück direkt neben der Kirche, die durch einen unterirdischen Gang mit dem Schloss verbunden war. Als barockes Pendant zur Kirche wurde das Jagdschloss 1771 fertiggestellt. Dort verbrachte Johann Dominik die meiste Zeit des Jahres, wenngleich er offiziell in Kirn residierte. Auf diese Weise wurde Schloss Sien dennoch zur „Zweiten Residenz“ des Fürstentums Salm-Kyrburg, da Johann Dominik auch von hier aus Amtsgeschäfte tätigte.

## Beschreibung

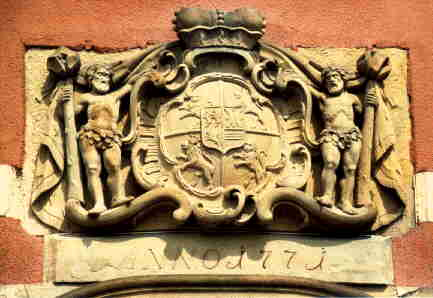
Wappen der Fürsten zu Salm-Kyrburg am Portal des Schlosses

Der dreigeschossige, durch einen breiten Mittelrisalit aufgelockerte Barockbau mit Mansardwalmdach und aufgesetzten Gauben erhält seine Ausgewogenheit durch regelmäßig angeordnete Sichtbogenfenster mit Keilstein in allen vier Wandseiten. Die Kanten des Gebäudes und des hervorspringenden flachen, giebelgekrönten Mittelrisalits sind durch Lisenen betont; die Horizontalgliederung wird durch sich verkröpfende Gurtgesimse hervorgehoben. Das Giebeldreieck des Mittelrisalits enthält einen mit barockem Zierrat versehenen querovalen bzw. ellipsenförmigen Oculus (Ochsenauge). Im Erdgeschoss des Mittelrisalits befindet sich ein mit rustizierten Pilastern gefasstes Sandsteinportal, über dem das von zwei Wilden Männern gehaltene fürstliche Wappen des Erbauers eingelassen ist. Geschaffen wurde dieses Relief von Johann Philipp Maringer, der auch den Altar der benachbarten Pfarrkirche angefertigt hat. Zum Eingang des Hauses führt eine heute pyramidal angelegte Treppe; die neben ihr befindlichen Kellerfenster sind zum Teil unter den später aufgesetzten Sockelfliesen verschwunden.
Auffallend bei der Struktur der Vorderfront ist die Identität mit dem jeweils von Johann Thomas Petri stammenden Piaristenkolleg in Kirn (zur Hahnenbachseite hin; heute Rathaus). Auch die Innenraumaufteilung ähnelt der des Kollegs. Der auf 2,50 m dicken Fundamenten ruhende Gewölbekeller des Schlosses lässt sich über einen Seiteneingang erreichen. Der Keller besteht aus zwei rechteckig angelegten Räumen, die durch einen Bogendurchbruch miteinander verbunden sind. Kleine Außenfenster sorgen über Lichtschächte für Helligkeit. Ein Teil des Schlosses ist nicht unterkellert, dennoch sind außen (heute verborgene) Blindfenster angebracht, um die Symmetrie der Ansicht zu wahren. Im zweiten Kellerraum, der durch eine steile Treppe mit dem Erdgeschoss verbunden ist, befindet sich ein ca. 29 m tiefer Brunnen, daneben ist die Einmündung eines unterirdischen Ganges, der das Schloss mit der benachbarten Pfarrkirche verband. Bei der Okkupation des Schlosses 1794 soll dieser Gang die Bewohnter vor den Franzosen in Sicherheit gebracht haben. Heute ist der Gang zugeschüttet und der Eingang – ebenso wie der in der Pfarrkirche – vermauert.
Neben dem Kellereingang befindet sich der Seiteneingang, der zu einer mächtigen, aus Eichenholz angefertigten (heute ebenfalls unter Denkmalschutz stehenden) Wendeltreppe führt, die bis in die Mansarde reicht. Ursprünglich hatte diese Treppe keinen Zugang zum Erdgeschoss und zum ersten Stockwerk. Vermutlich diente sie dem Personal (Mansarde) bzw. der Jagdgesellschaft, die sich im großen Festsaal des zweiten Obergeschosses, der fast den gesamten Gebäudekomplex einnahm und in dessen Mitte ein großer Kamin stand, versammeln konnte. Der eigentliche Eingang durch das Hauptportal führt in eine großzügige Vorhalle (Vestibül), um die herum sich die einzelnen Räume gruppieren. Unter einem Deckenbogen hindurch gelangt man heute wieder zu einer breiten Steintreppe, die in die Beletage führt, deren drei zur Straße weisenden vorderen Räume durch Flügeltüren zu einer Enfilade miteinander verbunden sind. Trotz der schlichten Ausführung lässt die bauliche Ausstattung die Räume durchaus als Prunk- bzw. Repräsentationsräume erkennen.

## Nutzungen
Während der Jagd hat sich der Erbauer mit seiner Jagdgesellschaft in Schloss Sien aufgehalten, aber das Gebäude diente ihm auch als Refugium. Da das Schloss während seiner Abwesenheit leer stand, erhielt der katholische Pfarrer die Erlaubnis, einige Räume im Erdgeschosses des Schlosses als Pfarrwohnung zu nutzen.
Nach dem Tode von Johann Dominik (1778) übernahm sein Bruder Philipp Joseph das Schloss, der allerdings schon ein Jahr später in Paris starb, ohne je nach Sien gekommen zu sein. Dessen ältester Sohn Friedrich III. führte einen verschwenderischen Lebensstil. Für seine Jagdgesellschaften benötigte er das ganze Schloss, weshalb er sofort nach seinem Regierungsantritt den katholischen Pfarrer ausquartierte. Wenige Tage vor dem Ende der „Schreckensherrschaft“ und der Enthauptung Robespierres starb Friedrich III.am 23. Juli 1794 in Paris unter der Guillotine. Sein minderjähriger Sohn Friedrich IV. bzw. dessen Vormünder Prinz Moritz zu Salm-Kyrburg und Prinzessin Amalie Zephyrine von Hohenzollern-Sigmaringen (geb. Salm-Kyrburg) konnten das Schloss nur kurz in Besitz nehmen, da französische Revolutionstruppen im Spätherbst 1794 Sien während des Ersten Koalitionskrieges besetzten und das Schloss requirierten.
Mit dem Frieden von Campo Formio wurde Sien 1798 dem französischen Staat einverleibt, das Fürstentum aufgehoben, die Besitzungen zu französischem Nationaleigentum erklärt und meistbietend versteigert. Der „Herrschaftliche Garten“ hinter dem Schloss wurde in mehrere Parzellen aufgeteilt und von den Neueigentümern teilweise überbaut. Das Schloss selbst blieb zunächst noch Verwaltungssitz der nach französischem Vorbild neu gegründeten Mairie Sien, die sich im Kanton Grumbach des zum Départements de la Sarre gehörenden Arrondissements Birkenfeld befand, bis es schließlich vor dem Ende der Franzosenzeit einen neuen Eigentümer fand.
Nach dem Wiener Kongress fiel Sien an das Herzogtum Sachsen-Coburg-Saalfeld (nach 1826 Herzogtum Sachsen-Coburg und Gotha) und gehörte zum Fürstentum Lichtenberg. Sien blieb Bürgermeisterei, auch nachdem der Ort 1834 durch Kauf an Preußen gekommen war. In dieser Zeit ließ die Gemeinde ein eigenes Amtshaus erbauen (1860). Das Schloss, welches schon zu französischer Zeit in den Privatbesitz des Amtmanns Johann Schnorrberger, Neffe des letzten im Schloss wohnenden Pfarrers Nick, übergegangen war, diente noch einige Zeit als Verwaltungssitz, bis es im Laufe der Zeit durch mehrfachen Besitzer- und Funktionswechsel unterschiedlichen Nutzungen – als lederverarbeitender Betrieb, Metzgerei, Gastwirtschaft, Hotel – zugeführt wurde. In diesem Zusammenhang wurden Gebäude angefügt, Wände verändert, der große Saal als Tischtennis-, Tanz- und Theaterraum hergerichtet bzw. später zu Mietwohnungen umgebaut. Derzeit wird das Schloss unter Beachtung der Denkmalschutzvorgaben in Teilen wieder saniert und weitgehend in den ursprünglichen Zustand zurückversetzt. Einige Räume des inzwischen privat genutzten Objekts sollen ab 2020 wieder der Öffentlichkeit zur Verfügung stehen.